# Sylvia subalpina
La curruca subalpina (Sylvia subalpina) es una especie de ave paseriforme de la familia Sylviidae propia del sur de Europa y el norte de África.

## Distribución y hábitat
Cría únicamente en el norte de Italia, sureste de Francia, y las islas de Córcega, Cerdeña y el archipiélago balear. En invierno migra a zonas del interior del Sáhara y el Sahel. Es una especie de campo, abierto y seco, con frecuencia en las laderas de los montes, con matorrales donde anidar.

## Comportamiento
La curruca subalpina es un pájaro insectívoro. Construye el nido en matorrales bajos como los tojos, donde suele poner de 3–5 huevos.